# Martinice u Onšova
Pour les articles homonymes, voir Martinice.
Martinice u Onšova (en allemand : Martinitz bei Wonschau) est une commune du district de Pelhřimov, dans la région de Vysočina, en République tchèque. Sa population s'élevait à 56 habitants en 2020.

## Géographie
Martinice u Onšova se trouve à 19 km au nord-ouest de Pelhřimov, à 40 km au nord-ouest de Jihlava et à 74 km au sud-est de Prague.
La commune est limitée au nord par Křivsoudov et Studený, à l'est par Onšov, au sud par Košetice et à l'ouest par Chýstovice et Chyšná.

## Histoire
La première mention écrite du village date de 1362.

## Administration
La commune se compose de deux quartiers :
- Martinice u Onšova
- Skoranovice

## Transports
Par la route, Martinice u Onšova se trouve à 21 km de Pelhřimov, à 52 km de Jihlava à 89,5 km de Prague.